# Tebbs Lloyd Johnson
Terence « Tebbs » Lloyd Johnson (né le 7 avril 1900 à Melton Mowbray et mort le 26 décembre 1984 à Coventry) est un athlète britannique spécialiste de la marche athlétique. Il fut licencié au Leicester Walking Club puis au Coventry Goldiva Harriers.

## Biographie

### Palmarès
| Date | Compétition           | Lieu    | Résultat | Performance       |
| ---- | --------------------- | ------- | -------- | ----------------- |
| 1936 | Jeux olympiques d'été | Berlin  | 17e      | 4 h 54 min 56 s 0 |
| 1948 | Jeux olympiques d'été | Londres | 3e       | 4 h 48 min 31     |

### Records
| Épreuve              | Performance       | Date |
| -------------------- | ----------------- | ---- |
| 20 kilomètres marche | 1 h 37 min 55 s 4 | 1934 |
| 50 kilomètres marche | 4 h 36 min 02 s 0 | 1948 |